# Aiguille Blanche de Peuterey
Aiguille Blanche de Peuterey (4112 m n. m.) je hora v Montblanském masivu v Grajských Alpách. Leží v západní Itálii v regionu Valle d'Aosta. Na vrchol lze vystoupit od Bivacco Alberico e Brogna (3679 m), Rifugio Monzino (2590 m), Bivacco Piero Craveri (3490 m) a Bivouac de la Brenva (3060 m).
Hora má tři vrcholky:
- Pointe Güssfeldt (4112 m),
- Pointe Seymour King (4107 m),
- Pointe Jones (4104 m).

Jako první na horu vystoupili 31. července 1885 Henry Seymour King, Emile Rey, Ambros Supersaxo a Aloys Anthamatten.